# Relaciones España-Ghana
Las relaciones España-Ghana son las relaciones bilaterales entre el Reino de España y Ghana. Ghana tiene una embajada en Madrid. España tiene una embajada en Acra.

## Relaciones diplomáticas
España estableció relaciones diplomáticas con la República de Ghana el 10 de noviembre de 1967. Desde entonces, las relaciones entre los dos países han sido cordiales. Se puede observar en los últimos años un aumento del interés mutuo, que se pone de manifiesto por parte ghanesa en 2004, con la apertura de Embajada en Madrid, y por parte española en 2008, con la apertura de la Oficina Económica y Comercial en Acra.
La relación bilateral está cimentada sobre la base de la buena imagen que España tiene en Ghana, y de la preocupación de la política exterior española de aumentar la presencia efectiva de España en África, y particularmente en África occidental.

## Relaciones económicas
Las relaciones económicas, tradicionalmente poco importantes, empezaron a ganar importancia en 2011 tanto en la inversión como en el comercio, ya sea de mercancías o de servicios. Ghana cada vez despierta más atención por parte de las empresas españolas.

## Cooperación
Ghana no ha sido tradicionalmente un país prioritario para la cooperación española, ni figura como tal en el Plan Director (2012-2016). Por tanto, la cooperación española bilateral es escasa. No obstante, dicho Plan Director indica que “África Occidental será considerada región prioritaria para la Cooperación Española”, que “pondrá en marcha un programa regional de cooperación, dotado
de estructura, con una vertiente multilateral (CEDEAO) y otra bilateral” y que además “se reforzarán los mecanismos que permitan a los países sacar el máximo partido de los fondos multilaterales asignados a la región”.